# UK Open 2021
Die Ladbrokes UK Open 2021 waren ein Ranglistenturnier im Dartsport und wurden vom 5. bis 7. März 2021 zum 19. Mal von der Professional Darts Corporation (PDC) veranstaltet. Austragungsort war zum ersten Mal seit 2013 nicht das Butlin’s Resort in Minehead. Stattdessen wurde das Turnier wegen der COVID-19-Pandemie ohne Publikum in der Marshall Arena in Milton Keynes ausgetragen.

## Format
Für das Turnier qualifizierten sich die Tour Card-Inhaber der PDC Pro Tour 2021, die Top 8 der Challenge Tour Order of Merit, die Top 8 der Development Tour Order of Merit sowie die Top 8 der UK und der European Q-School Order of Merit, welche noch nicht anders qualifiziert ist. Die 16 Riley’s Amateur Qualifiers, welche normalerweise in 16 Pubs in ganz Großbritannien ausgetragen werden, fanden aufgrund der COVID-19-Pandemie nicht statt.
Das Turnier wurde im K.-o.-System ausgetragen. In der ersten Runde traten die 64 am niedrigsten gerankten Spieler in 32 Spielen gegeneinander an. Die Gewinner trafen in der zweiten Runde auf die Spieler 65–96 der PDC Order of Merit. In der dritten Runde stießen dann die Spieler 33–64 der PDC Order of Merit dazu und in der vierten Runde die restlichen Spieler (1–32 der PDC Order Of Merit).
Gespielt wurde in den ersten drei Runden im Modus best of 11 legs. Von der vierten Runde an bis einschließlich dem Viertelfinale wurde im Modus best of 19 legs gespielt. Die Halbfinals und das Finale wurden im Modus best of 21 legs ausgetragen.

## Preisgeld
Bei dem Turnier wurden insgesamt £ 450.000 an Preisgeldern ausgeschüttet. Das Preisgeld verteilt sich unter den Teilnehmern wie folgt:
| Position (Anzahl der Spieler) | Position (Anzahl der Spieler) | Preisgeld |
| ----------------------------- | ----------------------------- | --------- |
| Gewinner                      | (1)                           | £ 100.000 |
| Finalist                      | (1)                           | £ 40.000  |
| Halbfinalisten                | (2)                           | £ 20.000  |
| Viertelfinalisten             | (4)                           | £ 12.500  |
| Achtelfinalisten              | (8)                           | £ 7.500   |
| Verlierer der 5. Runde        | (16)                          | £ 4.000   |
| Verlierer der 4. Runde        | (32)                          | £ 2.000   |
| Verlierer der 3. Runde        | (32)                          | £ 1.000   |

## Teilnehmer
Für die UK Open 2021 sind folgende 160 Spieler qualifiziert:
- Die 128 erstplatzierten Spieler der PDC Order of Merit.

- Die 8 erstplatzierten Spieler der PDC Challenge Tour Order of Merit, welche keine Tour Card besitzen.

- Die 8 erstplatzierten Spieler der PDC Development Tour Order of Merit, welche keine Tour Card besitzen.

- Die 8 bestplatzierten Spieler der UK Q-School Order of Merit

- Die 8 bestplatzierten Spieler der European Q-School Order of Merit

PDC Order of Merit

Plätze 1–32
1. Gerwyn Price
2. Michael van Gerwen
3. Peter Wright
4. Rob Cross
5. James Wade
6. Gary Anderson
7. Dave Chisnall
8. Michael Smith
9. Dimitri Van den Bergh
10. Nathan Aspinall
11. Daryl Gurney
12. Ian White
13. Glen Durrant
14. Krzysztof Ratajski
15. José de Sousa
16. Joe Cullen
17. Stephen Bunting
18. Jonny Clayton
19. Simon Whitlock
20. Mensur Suljović
21. Mervyn King
22. Danny Noppert
23. Jeffrey de Zwaan
24. Adrian Lewis
25. Chris Dobey
26. Vincent van der Voort
27. Jermaine Wattimena
28. Jamie Hughes
29. Gabriel Clemens
30. Dirk van Duijvenbode
31. Ricky Evans
32. Devon Petersen

Die Top 32 stiegen in der 4. Runde ein.
PDC Order of Merit

Plätze 33–64
1. Steve Beaton
2. Brendan Dolan
3. William O’Connor
4. Keegan Brown
5. Ryan Searle
6. Kim Huybrechts
7. Max Hopp
8. Darius Labanauskas
9. Luke Humphries
10. John Henderson
11. Ross Smith
12. Ryan Joyce
13. Darren Webster
14. Steve West
15. Justin Pipe 3
16. Damon Heta
17. Luke Woodhouse
18. Ron Meulenkamp
19. Steve Lennon
20. Andy Boulton
21. Madars Razma
22. Jelle Klaasen
23. Mickey Mansell
24. Adam Hunt
25. Callan Rydz
26. Matthew Edgar
27. Ted Evetts
28. Josh Payne
29. Jason Lowe
30. James Wilson
31. Mark McGeeney
32. Cristo Reyes 2

Die Spieler starteten in der 3. Runde.
PDC Order of Merit

Plätze 65–96
1. Maik Kuivenhoven
2. Jeff Smith
3. Scott Waites
4. Ryan Murray
5. Martijn Kleermaker
6. Wayne Jones
7. Karel Sedláček
8. Derk Telnekes
9. Nick Kenny
10. Andy Hamilton
11. Mike De Decker
12. Ryan Meikle
13. Lisa Ashton
14. Bradley Brooks
15. William Borland
16. Ciarán Teehan
17. Alan Tabern
18. Kai Fan Leung
19. Jesús Noguera
20. Raymond van Barneveld
21. Krzysztof Kciuk
22. Steve Brown
23. Peter Jacques
24. Martin Atkins
25. Steffen Siepmann
26. Gary Blades
27. Alan Soutar
28. Harald Leitinger
29. Eddie Lovely
30. Keane Barry
31. Jonathan Worsley
32. Aaron Beeney

Die Spieler starteten in der 2. Runde.
PDC Order of Merit

Plätze 97–128
1. John Brown
2. Gordon Mathers
3. John Michael
4. Jake Jones
5. Kirk Shepherd
6. Martin Schindler
7. Lewis Williams
8. Jack Main
9. Berry van Peer
10. Scott Mitchell
11. Ritchie Edhouse
12. Geert Nentjes
13. Geert De Vos
14. Martin Lukeman
15. Danny Baggish
16. Joe Murnan
17. Peter Hudson
18. Zoran Lerchbacher
19. Adam Gawlas
20. Boris Kolzow
21. Brett Claydon
22. Andrew Gilding
23. David Evans
24. Florian Hempel 2
25. Jason Heaver
26. Niels Zonneveld

- Boris Krčmar 1
- Daniel Larsson 1
- Darren Penhall 1
- Wesley Harms 1
- Michael Unterbuchner 1
- Robert Marijanović 1

Die Spieler starteten in der 1. Runde.
PDC Development Tour Qualifiers
1. Damian Mol
2. Kevin Doets
3. Dom Taylor
4. Joe Davis
5. Keelan Kay
6. Brian Raman
7. Rhys Griffin
8. Sebastian Białecki

PDC Challenge Tour Qualifiers
1. Matthew Dennant
2. Jim Williams
3. Robert Collins
4. Maikel Verberk
5. Jitse van der Wal
6. Nathan Rafferty
7. Richie Burnett
8. Scott Taylor

UK Q-School Order of Merit
1. Chas Barstow
2. Gavin Carlin
3. Martin Thomas
4. Kevin McDine
5. Jim McEwan
6. Shane McGuirk
7. Matt Jackson
8. Sean Fisher

European Q-School Order of Merit
1. Rusty-Jake Rodriguez
2. Luc Peters
3. Rowby-John Rodriguez
4. Lorenzo Pronk
5. Gino Vos
6. Michael Rasztovits
7. Ryan de Vreede
8. Lukas Wenig

Die Spieler starteten in der 1. Runde.

## Ergebnisse
Bei den UK Open werden die Paarungen nach jeder Runde gelost. Der Turnierbaum wird daher retrospektiv erstellt. Am 1. März 2021 wurden die Partien der Runden 1 bis 3 von der PDC bekanntgegeben.

### 1. Runde
5. März

| Nr. | Spieler 1               | Ergebnis | Spieler 2                  |  | Nr. | Spieler 1                  | Ergebnis | Spieler 2             |
| --- | ----------------------- | -------- | -------------------------- |  | --- | -------------------------- | -------- | --------------------- |
| 1   | Robert Collins          | frei     | -                          |  | 2   | David Evans                | frei     | -                     |
| 3   | Andrew Gilding          | frei     | -                          |  | 4   | Michael Rasztovits         | frei     | -                     |
| 5   | Martin Thomas           | frei     | -                          |  | 6   | Scott Mitchell             | frei     | -                     |
| 7   | Rhys Griffin 89,44      | 6 : 5    | Sean Fisher 92,68          |  | 8   | Matt Jackson 84,19         | 3 : 6    | Nathan Rafferty 85,13 |
| 9   | Brett Claydon 81,12     | 3 : 6    | Danny Baggish 88,68        |  | 10  | Keelan Kay 81,55           | 5 : 6    | Kevin McDine 89,93    |
| 11  | Boris Kolzow 89,02      | 6 : 1    | Rusty-Jake Rodriguez 87,38 |  | 12  | Rowby-John Rodriguez 98,44 | 6 : 4    | Brian Raman 91,95     |
| 13  | Berry van Peer 88,19    | 5 : 6    | Martin Schindler 92,06     |  | 14  | Jitse van der Wal          | frei     | Florian Hempel        |
| 15  | Geert De Vos 85,86      | 2 : 6    | Niels Zonneveld 96,18      |  | 16  | Martin Lukeman 88,18       | 4 : 6    | Maikel Verberk 93,96  |
| 17  | Scott Taylor 95,20      | 6 : 4    | John Michael 86,79         |  | 18  | Shane McGuirk 92,09        | 2 : 6    | Jack Main 94,50       |
| 19  | Jason Heaver 92,91      | 6 : 2    | Lorenzo Pronk 81,14        |  | 20  | Luc Peters 86,05           | 3 : 6    | Lewis Williams 94,34  |
| 21  | Jim McEwan 90,40        | 2 : 6    | Sebastian Białecki 95,70   |  | 22  | Chas Barstow 89,91         | 6 : 4    | Lukas Wenig 90,66     |
| 23  | Joe Murnan 85,59        | 6 : 2    | Matthew Dennant 83,15      |  | 24  | Joe Davis 85,39            | 3 : 6    | Kevin Doets 89,66     |
| 25  | Adam Gawlas 87,84       | 4 : 6    | Gino Vos 94,61             |  | 26  | Geert Nentjes 92,19        | 6 : 5    | Richie Burnett 91,94  |
| 27  | John Brown 97,99        | 6 : 3    | Gavin Carlin 91,48         |  | 28  | Jake Jones 77,53           | 5 : 6    | Dom Taylor 81,52      |
| 29  | Zoran Lerchbacher 96,50 | 5 : 6    | Jim Williams 91,62         |  | 30  | Gordon Mathers 95,08       | 3 : 6    | Kirk Shepherd 100,06  |
| 31  | Peter Hudson 96,70      | 6 : 1    | Ryan de Vreede 88,22       |  | 32  | Ritchie Edhouse 90,27      | 4 : 6    | Damian Mol 92,22      |

### 2. Runde
5. März

| Nr. | Spieler 1                | Ergebnis | Spieler 2                   |  | Nr. | Spieler 1                | Ergebnis | Spieler 2                  |
| --- | ------------------------ | -------- | --------------------------- |  | --- | ------------------------ | -------- | -------------------------- |
| 1   | Scott Waites             | frei     | Steve Brown                 |  | 2   | Scott Taylor 87,43       | 6 : 5    | Maikel Verberk 87,96       |
| 3   | Nick Kenny 94,69         | 6 : 5    | Ryan Meikle 92,25           |  | 4   | Ciarán Teehan 94,00      | 6 : 5    | Danny Baggish 91,28        |
| 5   | Lewis Williams 93,91     | 5 : 6    | Scott Mitchell 91,10        |  | 6   | Keane Barry 81,97        | 6 : 1    | Geert Nentjes 76,60        |
| 7   | Maik Kuivenhoven 80,96   | 6 : 4    | Boris Kolzow 78,78          |  | 8   | Kevin McDine 77,40       | 3 : 6    | Rowby-John Rodriguez 85,00 |
| 9   | Joe Murnan 87,99         | 3 : 6    | Kai Fan Leung 91,03         |  | 10  | Andy Hamilton 86,04      | 6 : 5    | Damian Mol 80,31           |
| 11  | Alan Soutar 93,60        | 6 : 3    | Raymond van Barneveld 88,10 |  | 12  | Jack Main 85,57          | 6 : 4    | Robert Collins 86,56       |
| 13  | Sebastian Białecki 93,05 | 6 : 3    | Jitse van der Wal 88,10     |  | 14  | Chas Barstow 89,66       | 6 : 1    | Martin Thomas 84,73        |
| 15  | Michael Rasztovits 92,38 | 2 : 6    | Peter Jacques 103,54        |  | 16  | William Borland 97,65    | 4 : 6    | Kevin Doets 98,43          |
| 17  | Aaron Beeney 86,71       | 2 : 6    | Lisa Ashton 100,34          |  | 18  | Martin Atkins 96,05      | 6 : 3    | Bradley Brooks 85,03       |
| 19  | Jason Heaver 84,48       | 5 : 6    | Eddie Lovely 83,31          |  | 20  | Niels Zonneveld 81,58    | 2 : 6    | Derk Telnekes 84,09        |
| 21  | Jonathan Worsley 92,19   | 1 : 6    | Andrew Gilding 97,78        |  | 22  | Martijn Kleermaker 82,43 | 6 : 3    | Wayne Jones 80,89          |
| 23  | Peter Hudson 92,35       | 6 : 1    | Jesús Noguera 80,45         |  | 24  | Jim Williams 101,79      | 6 : 1    | Kirk Shepherd 90,63        |
| 25  | John Brown 80,40         | 6 : 5    | Nathan Rafferty 76,61       |  | 26  | Dom Taylor 70,59         | 0 : 6    | Gary Blades 85,08          |
| 27  | Steffen Siepmann 85,38   | 4 : 6    | David Evans 83,05           |  | 28  | Mike De Decker 88,35     | 4 : 6    | Rhys Griffin 88,29         |
| 29  | Alan Tabern 93,55        | 5 : 6    | Gino Vos 92,66              |  | 30  | Ryan Murray 92,87        | 2 : 6    | Krzysztof Kciuk 93,89      |
| 31  | Jeff Smith 88,19         | 1 : 6    | Martin Schindler 95,75      |  | 32  | Harald Leitinger 72,00   | 0 : 6    | Karel Sedláček 87,55       |

### 3. Runde
5. März

| Nr. | Spieler 1                  | Ergebnis | Spieler 2                |  | Nr. | Spieler 1                | Ergebnis | Spieler 2            |
| --- | -------------------------- | -------- | ------------------------ |  | --- | ------------------------ | -------- | -------------------- |
| 1   | Lisa Ashton 80,95          | 2 : 6    | Darius Labanauskas 85,45 |  | 2   | Keane Barry 85,99        | 2 : 6    | Luke Woodhouse 93,12 |
| 3   | Max Hopp 99,61             | 6 : 3    | William O’Connor 95,46   |  | 4   | Kai Fan Leung 87,39      | 6 : 5    | Nick Kenny 95,52     |
| 5   | Scott Mitchell 94,42       | 6 : 3    | Andrew Gilding 93,68     |  | 6   | Karel Sedláček 93,94     | 6 : 0    | Rhys Griffin 84,23   |
| 7   | James Wilson 80,88         | 1 : 6    | Keegan Brown 100,24      |  | 8   | Steve West 93,37         | 1 : 6    | Jason Lowe 93,27     |
| 9   | Krzysztof Kciuk 97,36      | 5 : 6    | Kim Huybrechts 98,00     |  | 10  | Maik Kuivenhoven 87,22   | 1 : 6    | Brendan Dolan 92,79  |
| 11  | Jack Main 93,13            | 5 : 6    | Ryan Searle 94,29        |  | 12  | Ryan Joyce               | frei     | Cristo Reyes         |
| 13  | Mark McGeeney 79,67        | 6 : 5    | Steve Beaton 85,59       |  | 14  | Eddie Lovely 88,84       | 2 : 6    | Ron Meulenkamp 96,07 |
| 15  | Jim Williams 95,09         | 2 : 6    | Madars Razma 97,48       |  | 16  | Ted Evetts 87,00         | 4 : 6    | Darren Webster 99,60 |
| 17  | Martin Schindler 93,38     | 5 : 6    | Martijn Kleermaker 95,03 |  | 18  | Justin Pipe              | frei     | Luke Humphries       |
| 19  | John Henderson 92,75       | 6 : 5    | Matthew Edgar 92,65      |  | 20  | Scott Taylor 86,03       | 0 : 6    | Adam Hunt 95,94      |
| 21  | Rowby-John Rodriguez 88,89 | 6 : 5    | Josh Payne 85,00         |  | 22  | Damon Heta 81,66         | 1 : 6    | David Evans 79,04    |
| 23  | Kevin Doets 89,42          | 4 : 6    | Steve Lennon 99,41       |  | 24  | Sebastian Białecki 89,80 | 6 : 3    | Derk Telnekes 90,89  |
| 25  | Peter Hudson 97,77         | 6 : 1    | Gino Vos 92,59           |  | 26  | John Brown 81,04         | 6 : 3    | Chas Barstow 84,35   |
| 27  | Andy Boulton 101,70        | 6 : 3    | Jelle Klaasen 91,34      |  | 28  | Andy Hamilton 99,32      | 6 : 1    | Gary Blades 84,39    |
| 29  | Ross Smith 95,91           | 5 : 6    | Callan Rydz 96,06        |  | 30  | Peter Jacques 85,32      | 6 : 1    | Ciarán Teehan 75,90  |
| 31  | Martin Atkins 96,04        | 4 : 6    | Scott Waites 101,94      |  | 32  | Alan Soutar 103,88       | 6 : 3    | Mickey Mansell 91,88 |

### 4. Runde
5. März

| Nr. | Spieler 1                | Ergebnis | Spieler 2                   |  | Nr. | Spieler 1                | Ergebnis | Spieler 2                   |
| --- | ------------------------ | -------- | --------------------------- |  | --- | ------------------------ | -------- | --------------------------- |
| 1   | Daryl Gurney 101,43      | 10 : 8   | Jason Lowe 99,30            |  | 2   | Ryan Searle 103,55       | 10 : 7   | Adrian Lewis 96,34          |
| 3   | Max Hopp 98,79           | 10 : 6   | Vincent van der Voort 99,51 |  | 4   | John Brown 90,53         | 10 : 6   | Mark McGeeney 83,89         |
| 5   | Callan Rydz 86,41        | 10 : 6   | Jermaine Wattimena 89,11    |  | 6   | Jonny Clayton 99,90      | 10 : 7   | Rowby-John Rodriguez 95,04  |
| 7   | Darius Labanauskas 93,20 | 10 : 5   | Darren Webster 89,09        |  | 8   | Joe Cullen 99,19         | 9 : 10   | Michael Smith 101,57        |
| 9   | Ryan Joyce 98,04         | 9 : 10   | James Wade 102,37           |  | 10  | Michael van Gerwen 99,06 | 10 : 8   | Scott Mitchell 95,05        |
| 11  | Gerwyn Price 94,35       | 10 : 5   | Peter Hudson 87,85          |  | 12  | Ian White 97,83          | 7 : 10   | Ricky Evans 97,79           |
| 13  | Alan Soutar 92,06        | 10 : 5   | Stephen Bunting 94,73       |  | 14  | Kai Fan Leung 89,30      | 7 : 10   | Brendan Dolan 97,18         |
| 15  | Peter Wright 94,25       | 5 : 10   | Dave Chisnall 100,11        |  | 16  | Andy Hamilton 89,50      | 8 : 10   | Rob Cross 92,56             |
| 17  | Martijn Kleermaker 87,37 | 10 : 8   | Jamie Hughes 84,73          |  | 18  | Karel Sedláček 90,28     | 7 : 10   | Simon Whitlock 98,45        |
| 19  | Nathan Aspinall 101,66   | 5 : 10   | Krzysztof Ratajski 102,57   |  | 20  | Gary Anderson 93,72      | 9 : 10   | Dirk van Duijvenbode 101,03 |
| 21  | Devon Petersen 95,17     | 10 : 5   | Jeffrey de Zwaan 91,48      |  | 22  | Luke Woodhouse 95,52     | 10 : 5   | Dimitri Van den Bergh 91,70 |
| 23  | Andy Boulton 92,22       | 9 : 10   | Peter Jacques 92,61         |  | 24  | Mensur Suljović 85,39    | 10 : 6   | Sebastian Białecki 93,48    |
| 25  | Gabriel Clemens 97,50    | 10 : 4   | Adam Hunt 93,69             |  | 26  | Mervyn King 102,45       | 9 : 10   | José de Sousa 97,98         |
| 27  | Steve Lennon 93,01       | 7 : 10   | Ron Meulenkamp 94,43        |  | 28  | David Evans 92,19        | 6 : 10   | Madars Razma 100,26         |
| 29  | Scott Waites 96,04       | 10 : 6   | Keegan Brown 87,34          |  | 30  | John Henderson 91,51     | 6 : 10   | Chris Dobey 95,13           |
| 31  | Glen Durrant 89,61       | 6 : 10   | Danny Noppert 95,02         |  | 32  | Kim Huybrechts 99,85     | 8 : 10   | Luke Humphries 99,29        |

### 5. Runde
6. März

| Nr. | Spieler 1                 | Ergebnis | Spieler 2                  |  | Nr. | Spieler 1                 | Ergebnis | Spieler 2              |
| --- | ------------------------- | -------- | -------------------------- |  | --- | ------------------------- | -------- | ---------------------- |
| 1   | Scott Waites 91,16        | 9 : 10   | Devon Petersen 94,01       |  | 2   | Darius Labanauskas 95,07  | 9 : 10   | Simon Whitlock 98,02   |
| 3   | Rob Cross 101,75          | 7 : 10   | James Wade 97,50           |  | 4   | Luke Humphries 101,68     | 10 : 7   | Ryan Searle 101,38     |
| 5   | Gerwyn Price 98,66        | 10 : 3   | Ricky Evans 92,37          |  | 6   | Michael Smith 90,30       | 9 : 10   | José de Sousa 93,17    |
| 7   | Callan Rydz 86,65         | 6 : 10   | Martijn Kleermaker 88,65   |  | 8   | Alan Soutar 92,33         | 10 : 7   | Ron Meulenkamp 93,73   |
| 9   | Chris Dobey 99,31         | 10 : 1   | John Brown 84,73           |  | 10  | Luke Woodhouse 90,09      | 6 : 10   | Brendan Dolan 93,61    |
| 11  | Peter Jacques 93,49       | 10 : 9   | Max Hopp 91,93             |  | 12  | Dave Chisnall 104,37      | 10 : 8   | Danny Noppert 99,40    |
| 13  | Michael van Gerwen 103,78 | 10 : 4   | Mensur Suljović 98,89      |  | 14  | Daryl Gurney 93,06        | 7 : 10   | Gabriel Clemens 100,86 |
| 15  | Jonny Clayton 108,39      | 10 : 3   | Dirk van Duijvenbode 99,07 |  | 16  | Krzysztof Ratajski 100,55 | 10 : 8   | Madars Razma 93,89     |

### Achtelfinale
6. März

| Nr. | Spieler 1                 | Ergebnis | Spieler 2                |  | Nr. | Spieler 1            | Ergebnis | Spieler 2                |
| --- | ------------------------- | -------- | ------------------------ |  | --- | -------------------- | -------- | ------------------------ |
| 1   | José de Sousa 97,42       | 9 : 10   | Michael van Gerwen 99,72 |  | 2   | Devon Petersen 90,11 | 10 : 4   | Peter Jacques 88,20      |
| 3   | Gabriel Clemens 89,36     | 5 : 10   | James Wade 99,99         |  | 4   | Luke Humphries 93,53 | 10 : 4   | Martijn Kleermaker 82,11 |
| 5   | Brendan Dolan 94,04       | 9 : 10   | Simon Whitlock 98,78     |  | 6   | Chris Dobey 101,31   | 5 : 10   | Gerwyn Price 101,07      |
| 7   | Krzysztof Ratajski 103,52 | 10 : 3   | Jonny Clayton 96,05      |  | 8   | Dave Chisnall 99,52  | 10 : 8   | Alan Soutar 91,28        |

### Viertelfinale
7. März

| Nr. | Spieler 1            | Ergebnis | Spieler 2            |  | Nr. | Spieler 1                 | Ergebnis | Spieler 2                 |
| --- | -------------------- | -------- | -------------------- |  | --- | ------------------------- | -------- | ------------------------- |
| 1   | Simon Whitlock 96,70 | 8 : 10   | James Wade 98,39     |  | 2   | Gerwyn Price 100,71       | 10 : 9   | Devon Petersen 98,21      |
| 3   | Dave Chisnall 96,07  | 9 : 10   | Luke Humphries 98,78 |  | 4   | Krzysztof Ratajski 104,14 | 7 : 10   | Michael van Gerwen 102,82 |

### Halbfinale
7. März

| Nr. | Spieler 1        | Ergebnis | Spieler 2          |  | Nr. | Spieler 1             | Ergebnis | Spieler 2                 |
| --- | ---------------- | -------- | ------------------ |  | --- | --------------------- | -------- | ------------------------- |
| 1   | James Wade 96,46 | 11 : 6   | Gerwyn Price 96,68 |  | 2   | Luke Humphries 107,41 | 11 : 5   | Michael van Gerwen 106,27 |

### Finale
7. März

| Nr. | Spieler 1         | Ergebnis | Spieler 2            |
| --- | ----------------- | -------- | -------------------- |
| 1   | James Wade 102,52 | 11 : 5   | Luke Humphries 97,95 |

## Übertragung
Im deutschsprachigen Raum wurde das Turnier von Sport 1 und DAZN übertragen. Zudem wurde das Turnier auf der Internetseite der PDC gestreamt. Während Sport 1 und DAZN großteils nur Board 1 zeigten, konnte man bei der PDC bis zum Achtelfinale zwischen Board 1 und Board 2 wählen.

## Interessantes
Mit James Wade, Steve Beaton und Wayne Jones nahmen drei Spieler an dem Turnier teil, welche an bisher jeder Austragung der UK Open teilgenommen haben. 2022 trat Jones nicht mehr an.
Mit Sebastian Białecki nahm erstmals ein Spieler teil, der zum Zeitpunkt der Erstaustragung im Juni 2003 noch nicht geboren war. Mit einem Neundarter im ersten Spiel und dem Erreichen der vierten Runde verlief sein Debüt recht erfolgreich. Im Jahr darauf rückte er gar bis ins Viertelfinale vor.
Lisa Ashton spielte in ihrem Zweitrundenmatch gegen Aaron Beeney einen 3-Dart-Average von 100,34. Damit stellte sie ihren eigenen Rekord, aufgestellt bei der BDO World Trophy 2016, für den höchsten Average einer Frau bei einem TV-Turnier ein. Das Spiel endete 6:2 für Ashton und war damit außerdem ihr erster Sieg über einen Mann vor TV-Kameras. Es war außerdem der erste Sieg einer Dame bei den UK Open seit 2005 und erst das sechste Mal, dass eine Frau einen Mann bei einem PDC-Major besiegen konnte.